# Let My People Go!
Pour plus de détails, voir Fiche technique et Distribution.
Let My People Go ! est un film français réalisé par Mikael Buch, sorti en 2011.

## Fiche technique
- Réalisation : Mikael Buch
- Scénario : Christophe Honoré et Mikael Buch
- Photographie : Céline Bozon
- Musique : Éric Neveux
- Montage : Simon Jacquet
- Son : Mathieu Villien, Benoît Hillebrant et Stéphane Thiébaut
- Société de production : Les Films Pélléas, en association avec la SOFICA Cinémage 5
- Durée : 88 minutes
- Pays :  France
- Date de sortie France : 28 décembre 2011

## Distribution
- Nicolas Maury : Ruben
- Carmen Maura : Rachel
- Jean-François Stévenin : Nathan
- Amira Casar : Irène
- Clément Sibony : Samuel
- Jarkko Niemi (fi) : Teemu
- Charlie Dupont : Hervé
- Jean-Christophe Bouvet : le commissaire
- Christelle Cornil : Léa
- Jonathan Sadoun : Gabriel
- Kari Väänänen : M Tilikainen
- Outi Mäenpää : Helka
- Jean-Luc Bideau : Maurice Goldberg
- Aurore Clément : Françoise
- Didier Flamand : André
- Kamel Laadaili : le videur